# Barghest
Der Barghest (auch „Bargtjest“, „Bo-guest“ oder „Bargest“) ist ein mythischer Schwarzer Hund, an den man im Norden Englands, insbesondere in Yorkshire, glaubte.

## Merkmale und Herkunft
Der Barghest hat riesige Reißzähne und Klauen und man sagt, er bewohne die abgelegene Schlucht „Troller’s Gill“. Es gibt eine Geschichte, wonach er gelegentlich in die Stadt York eindringt und dann einsamen Reisenden auf den engen Straßen der Stadt auflauert. Er zählt somit zu den offensichtlich bösartigeren Exemplaren der „Schwarzen Hunde“.
Sein Name ist unsicherer Herkunft. Eine Erklärung lautet, dass das Wort „ghost“ (Geist) in Nordengland wie „guest“ ausgesprochen wurde; der ganze Name sollte also „burh-ghest“ (Stadtgeist) lauten. Eine andere wiederum sucht die Wurzeln im deutschen „Berggeist“, auch wird vom „Bärgeist“ gesprochen, in Anlehnung auf seine angebliche Erscheinung in Gestalt eines Bären zu bestimmten Zeiten. Eine letzte Vermutung sieht die Herkunft des Namens von „Bahrgeist“, d. h. dem „Geist der Totenbahre“, abgeleitet.
Manchen Quellen zufolge ist der Barghest gar kein echter „Schwarzer Hund“. Er soll kein Geist sein, sondern eher ein Kobold, der sich unter anderem in eine Hundeform verwandeln kann.

## Der Barghest in der Kunst und Kultur
- Ein Barghest bildet den Hintergrund der Handlung in Luke Pearsons Hilda und der Schwarze Hund
- Der Comicverlag Barghest Entertainment hat seinen Namen in Anlehnung an das Wesen gewählt.
- In Roald Dahls Hexen hexen wird der Barghest erwähnt, insbesondere der Umstand, dass er immer ein Männchen sei.
- In R. A. Salvatores Soujurn ist der Barghest eine formwandelnde Kreatur.
- In dem Videospiel The Witcher tauchen Barghest als Gegner auf.
- Im Computerspiele Cyberpunk 2077 nennt sich eine Söldnergruppe Barghest und hat als Logo einen bellenden Hund.